# Åldersdiskriminering

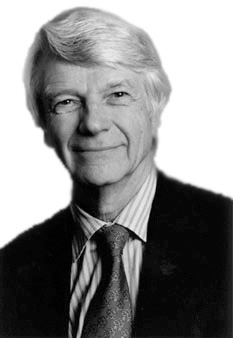
Robert N. Butler, som 1969 myntade begreppet ageism (svenska: ålderism).

Åldersdiskriminering eller ålderism är diskriminering av individer eller grupper på grund av deras ålder. Detta kan vara undermedvetet eller systematiskt. 
Begreppet myntades 1969 på engelska (ageism) av Robert Neil Butler för att beskriva diskriminering av äldre och har många likheter med sexism och rasism. Butler definierade åldersdiskriminering som en kombination av tre sammankopplade delar. Bland dem fanns fördomliga attityder gentemot äldre, ålderdom och åldringsprocessen; diskriminerande praxis mot äldre; institutionell praxis och policy som upprätthåller stereotyper om äldre.
Åldersdiskriminering är en av de få stigmatiseringarna av en grupp som alla människor förr eller senare kommer att tillhöra.

## Funktion och effekter
I många yrken minskar tänkbara arbetsgivares eller uppdragsgivares (när det gäller frilansuppdrag) intresse för en person med stigande ålder. Detta är i många fall ologiskt, eftersom det minskade intresset ofta inte tar hänsyn till äldre personers ofta större erfarenhet, trygghet och stabilitet. Många arbetsgivare har en uppfattning att äldre har en sämre förmåga till inlärning av nya saker, en sämre anpassningsbarhet och flexibilitet samt vara mindre initiativkraftiga.

### Åldrar
I många branscher minskar tilltänkta arbetsgivares intresse redan strax efter 40 års ålder. Detta gäller bland annat i finansbranschen, en del av ekonomin där "ungdomlig initiativförmåga" skattas högt.
Det moderna och snabbrörliga informations- och tjänstesamhället har i många fall drivit fram en utveckling där ungdomlighet prioriteras. Snabb förändringsförmåga blir då viktigare än erfarenhet och tidigare förvärvade kunskaper.
Olika branscher är dock olika. I vissa branscher kan 40 ses som för gammalt, i andra som för ungt. Inom idrotten är 40 år ofta en ålder då en idrottare ger upp sin karriär på elitnivå. Idrott är också en verksamhet med högst varierande inkomster, ofta under en begränsad följd av år och med osäkra pensionsvillkor. Inom filmbranschen har det traditionellt funnits få roller för medelålders kvinnor, och inom pornografisk film kommer en liknande övergång (från "teenage"- till "MILF"-roller) ofta före 30 års ålder.

### Tre typer, effekter
Den svenske konsulten och debattören John Mellkvist talar om tre typer av "ålderism", den institutionaliserade, den interpersonella och den internaliserade. Den förstnämnda hänger ihop med en ungdomsfixerad kultur på en arbetsplats, liksom en samhällelig utveckling där alla ska "känna" sig som 30-åringar. Den interpersonella ålderismen finns i samtalet mellan människor, där ålder betraktas som något negativ. Den internaliserade ålderismen ger som resultat att personer över en viss ålder tror att hen inte klarar av något på grund av åldern. Många personer över 55 års ålder vågar inte byta arbete, även om de skulle vilja det.
Ålderism är kontraproduktiv, i ett samhälle där allt fler människor lever längre och pensionsåldern höjts i omgångar. En sådan diskriminering innebär att de olika arbetsgivarna successivt kommer att kämpa allt hårdare om en allt mindre del av de anställningsbara personerna. Amerikanska undersökningar har antytt att delar av USA med en mer uttalad ålderism också har lägre medelålder. Lönesystemet, med ofta högre grundlön för äldre personer jämför med yngre, kan göra att en arbetsgivare ser äldre som mer kostbara för företaget.

## Utbredning
Åldersdiskriminering är olika utbredd i olika branscher och olika länder. Kvinnor anses ofta vara mer drabbade av åldersdiskriminering i ett samhälle, vilket bland annat noterats i undersökningar i Sverige.

### Länder och kön
I bland annat Asien är ålderismen mindre utbredd. Diskriminering av äldre är mindre tydlig i länder som Kina eller Japan än i exempelvis USA eller Tyskland. Skillnaden anses höra samman med en annorlunda kultur, där asiatiska länder ofta är mer kollektivistiskt inriktade och där gruppens sammanhållning och harmoni spelar större roll än i länder med en mer uttalad individualistisk kultur. Undersökningar visar också  att personer i individualistiskt präglade samhällen ofta känner sig yngre än sin biologiska ålder, vilket också minskar en persons identifikation med sin egen åldersgrupp.
En internationell undersökning bland 1250 arbetande kvinnor i 46 länder, offentliggjord 2024, visade att åtta av tio kvinnor upplevt åldersdiskriminering under arbetslivet. Undersökningsdeltagarna menade att äldre män ses som erfarna och framstående, men att åldrandet hos kvinnor aldrig betraktas som något positivt.

### Sverige
Bland annat med boktiteln Ålderism (2008) har begreppet lanserats på svenska av geriatriprofessorn Lars Andersson. Uttrycket har i Sverige sedan främst använts för att beskriva diskriminering i arbetslivet. Sverige var sist av länderna inom Europeiska unionen att tillfoga ålder som grund för diskriminering.
Vid en undersökning i Sverige 2020 nämnde 5 procent av de svarande att kände någon som blivit utsatt för åldersdiskriminering. Detta var en procentenhet högre än motsvarande kännedom om bekanta som utsatts för könsdiskriminering.
Äldre kvinnor har också en betydligt lägre lön än män. Detta kan förorsakas av kvinnors sämre självförtroende vid löneförhandlingar, sämre löneutveckling på grund av arbetsfrånvaro på grund av mammaledighet och en högre nivå på "vabbandet". Kvinnors ofta större lojalitet och längre arbetstid hos samma arbetsgivare ger färre chanser att förhandla upp sin lön. Dessutom ses kvinnor över 50 års ålder som mindre attraktiva på arbetsmarknaden. Könsdiskrimineringen, som i Sverige har angetts vara cirka fyra gånger värre för kvinnor än för män, spelar också in.

#### Exempel
Gislaveds kommuns beslut 2021 att sluta tillhandahålla läskedrycker som måltidsdryck på kommunens särskilda boenden har fått stor uppmärksamhet. Det har beskrivits av äldreforskaren och psykiatern Ingmar Skoog som "välmenande ålderism". Det är välmenande, eftersom avsikten är att lära och uppfostra de gamla, men diskriminerande eftersom det gäller ett område där människor i arbetsför ålder fattar självständiga beslut.
Trots stark kritik står kommunen fast vid sitt slopande av läsk som alternativ måltidsdryck på äldreboendena. Det är dock tillåtet för de äldre att dricka medhavd läsk till måltiderna.